# Leichtathletik-Europameisterschaften 1962/3000 m Hindernis der Männer

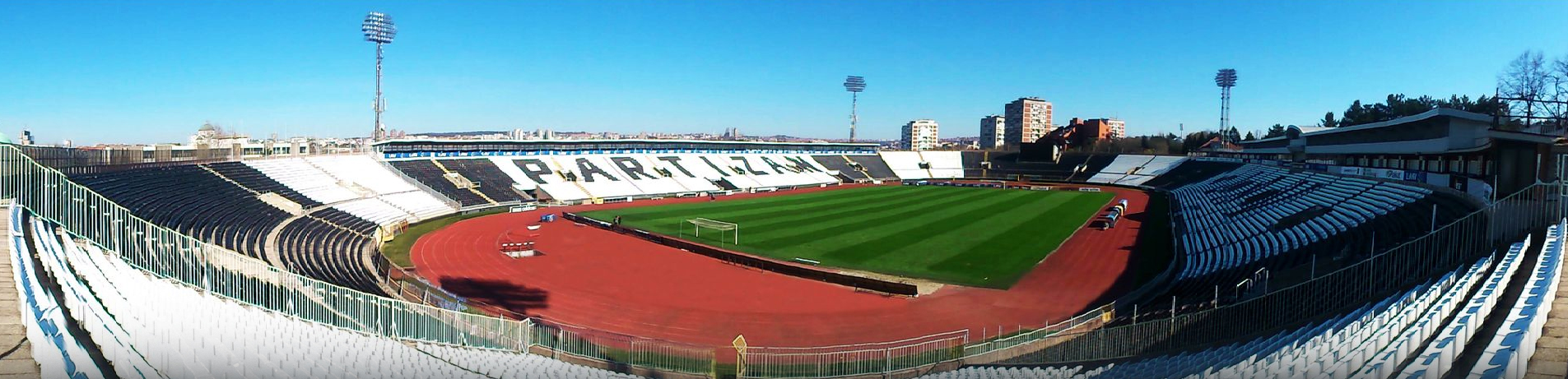
Panoramablick auf das Partizan-Stadion 2014 – 52 Jahre
nach den dortigen Europameisterschaften

Der 3000-Meter-Hindernislauf der Männer bei den Leichtathletik-Europameisterschaften 1962 wurde am 14. und 16. September 1962 im Belgrader Partizan-Stadion ausgetragen.
Europameister wurde der belgische Olympiavierte von 1960 Gaston Roelants. Er gewann vor dem Rumänen Zoltan Vamoș. Bronze ging an den sowjetischen Olympiazweiten von 1960 Nikolai Sokolow.

## Rekorde

### Bestehende Rekorde
| Weltrekord           | 8:30,4 min | Zdzisław Krzyszkowiak | Wałcz, Polen           | 10. August 1961 |
| Europarekord         | 8:30,4 min | Zdzisław Krzyszkowiak | Wałcz, Polen           | 10. August 1961 |
| Meisterschaftsrekord | 8:38,2 min | Jerzy Chromik         | EM Stockholm, Schweden | 22. August 1958 |

### Rekordverbesserungen
Der bestehende EM-Rekord wurde verbessert und außerdem gab es vier neue Landesrekorde.
- Meisterschaftsrekord:
  - 8:32,6 min – Gaston Roelants (Belgien), Finale am 16. September
- Landesrekorde:
  - 8:48,8 min – Guy Texereau (Frankreich), erster Vorlauf am 14. September
  - 8:47,2 min – Cahit Önel (Türkei), dritter Vorlauf am 14. September
  - 8:32,6 min – Gaston Roelants (Belgien), Finale am 16. September
  - 8:37,6 min – Zoltan Vamoș (Rumänien), Finale am 16. September

## Vorrunde
14. September 1962, 18.00 Uhr
Die Vorrunde wurde in drei Läufen durchgeführt. Die ersten vier Athleten pro Lauf – hellblau unterlegt – qualifizierten sich für das Finale.

### Vorlauf 1

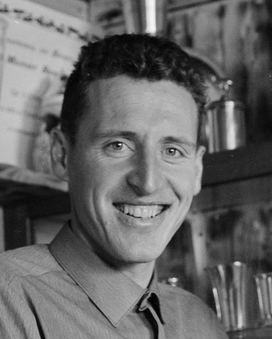
Ole Ellefsæter, der sich auch als Ski-Langläufer einem Namen machte, schied als Siebter des ersten Vorlaufs aus

| Platz | Name                     | Nation         | Zeit (min) |
| ----- | ------------------------ | -------------- | ---------- |
| 1     | Hermann Buhl             | Deutschland    | 8:48,2     |
| 2     | Guy Texereau             | Frankreich     | 8:48,8 NR  |
| 3     | Wladimir Jewdokimow      | Sowjetunion    | 8:49,2     |
| 4     | Maurice Herriott         | Großbritannien | 8:49,2     |
| 5     | Zdzisław Krzyszkowiak    | Polen          | 8:49,8     |
| 6     | Miklos Fazekas           | Ungarn         | 8:57,6     |
| 7     | Ole Ellefsæter           | Norwegen       | 8:59,8     |
| 8     | Georgios Papavasiliou    | Griechenland   | 9:05,8     |
| 9     | Horst Gansel             | Österreich     | 9:14,4     |
| 10    | Kristleifur Guðbjörnsson | Island         | 9:30,8     |

### Vorlauf 2
| Platz | Name                 | Nation           | Zeit (min) |
| ----- | -------------------- | ---------------- | ---------- |
| 1     | Gaston Roelants      | Belgien          | 8:42,0     |
| 2     | Nikolai Sokolow      | Sowjetunion      | 8:46,8     |
| 3     | Rainer Dörner        | Deutschland      | 8:46,8     |
| 4     | Attila Simon         | Ungarn           | 8:50,0     |
| 5     | Bohumír Zháňal       | Tschechoslowakei | 8:51,6     |
| 6     | Franc Hafner         | Jugoslawien      | 8:54,2     |
| 7     | Edward Motyl         | Polen            | 8:55,8     |
| 8     | Brian Hall           | Großbritannien   | 8:57,0     |
| 9     | Gianfranco Sommaggio | Italien          | 9:16,8     |

### Vorlauf 3
| Platz | Name             | Nation         | Zeit (min) |
| ----- | ---------------- | -------------- | ---------- |
| 1     | Alexei Konow     | Sowjetunion    | 8:43,4     |
| 2     | Zoltan Vamoș     | Rumänien       | 8:44,6     |
| 3     | Slavko Špan      | Jugoslawien    | 8:45,0     |
| 4     | Esko Siren       | Finnland       | 8:46,4     |
| 5     | Cahit Önel       | Türkei         | 8:47,2 NR  |
| 6     | Dave Chapman     | Großbritannien | 8:50,4     |
| 7     | Jerzy Chromik    | Polen          | 8:54,0     |
| 8     | Ludwig Müller    | Deutschland    | 9:00,4     |
| 9     | Joaquim Ferreira | Portugal       | 9:01,8     |
| 10    | Jozsef Macsar    | Ungarn         | 9:04,6     |

## Finale

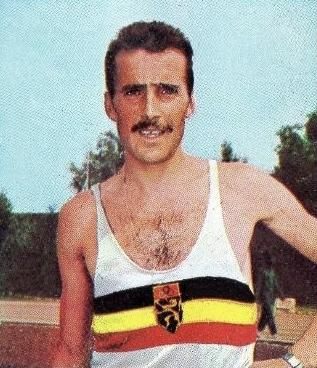
Europameister Gaston Roelants – zwei Jahre später auch Olympiasieger
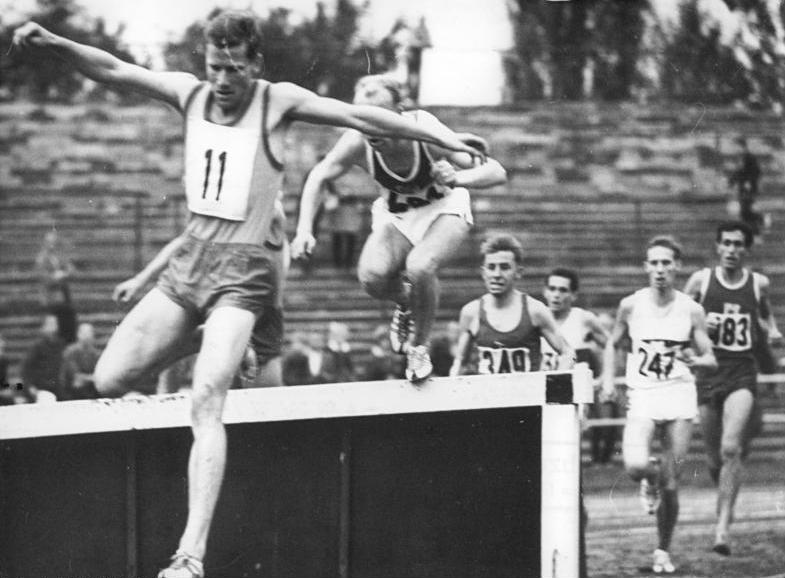
Hermann Buhl – hier bei den DDR-Meisterschaften 1962 in führender Position – erreichte Platz vier, hinter ihm Rainer Dörner, der hier in Belgrad Elfter wurde
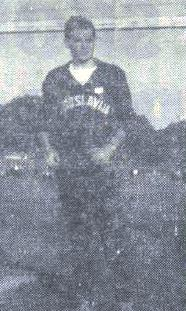
Slavko Špan belegte Rang neun

16. September 1962, 17.50 Uhr
| Platz | Name                | Nation         | Zeit (min)   |
| ----- | ------------------- | -------------- | ------------ |
| 1     | Gaston Roelants     | Belgien        | 8:32,6 CR/NR |
| 2     | Zoltan Vamoș        | Rumänien       | 8:37,6 NR    |
| 3     | Nikolai Sokolow     | Sowjetunion    | 8:40,6       |
| 4     | Hermann Buhl        | Deutschland    | 8:47,2       |
| 5     | Attila Simon        | Ungarn         | 8:49,4       |
| 6     | Wladimir Jewdokimow | Sowjetunion    | 8:50,8       |
| 7     | Guy Texereau        | Frankreich     | 8:51,4       |
| 8     | Alexei Konow        | Sowjetunion    | 8:52.6       |
| 9     | Slavko Špan         | Jugoslawien    | 8:57,2       |
| 10    | Esko Siren          | Finnland       | 8:59,6       |
| 11    | Rainer Dörner       | Deutschland    | 9:13,8       |
| DNS   | Maurice Herriott    | Großbritannien |              |